# 佩拉姆巴卢尔
佩拉姆巴卢尔（Perambalur），是印度泰米尔纳德邦Perambalur县的一个城镇。总人口29698（2001年）。

## 人口
该地2001年总人口29698人，其中男性15028人，女性14670人；0—6岁人口2876人，其中男1504人，女1372人；识字率77.58%，其中男性为82.29%，女性为72.75%。